# Штурм (женский футбольный клуб)
«Штурм» — ранее существовавший российский женский футбольный клуб из города Петрозаводск. Основан в 1988 году в городе Питкяранта.
Названия клуба
- 1989—1991 — «Штурм» (Питкяранта)
- 1992—1993 — «Штурм» (Петрозаводск)

## История
В 1988 г. клуб занял третье место на ленинградском фестивале прибалтийских республик и городов.
В 1989 году клуб принимал участие в турнире по женскому футболу «Онежские старты» (Петрозаводск), на котором проиграл команде «Хаверов» (Чехословакия), выиграл у команды «Электроника» (Минск), сыграл вничью с «Викторией» (Кашира) и завоевала серебряные медали. В 1989 году клуб заявился на участие в 3-м Всесоюзном турнире на призы еженедельника «Собеседник». В отборочных играх был проигрыш от «Динамо» (Киев) 1:4, ничья с «Олимпом» (Караганда) 0:0 и победы над «Университетом» (Москва) 2:0 и «Махсати» (Кировобад) 10:0. Этого не хватило побороться за призы турнира, но успехи команды были замечены и клуб заявился в Чемпионат ВДФСОП 1989. 
В Чемпионате ВДФСОП команда легко прошла отборочный тур и со второго места вышла в финал. А в финале было полное фиаско: поражения с одинаковым счетом 0:2 от клубов «Надежда» (Могилёв), «Волжанка» (Чебоксары) и «Латвия» (Рига), а также 0:3 от «Грация» (Алма-Ата) и ничья 0:0 «Сибирячкой» (Красноярск). По итогам выступлений 1989 года клуб получил место в Первой лиге Первого чемпионата СССР 1990. 
Перед первым Чемпионатом СССР команда вновь сыграла на турнире на призы еженедельника «Собеседник»: клуб вновь занял третье место в подгруппе, не сумев составить конкуренцию «Текстильщику» (Раменское), но борясь на равных с «Элегией» (Бобровица), «Черноморочкой» (Одесса) и «Олимпом» (Караганда). По итогам игр в Первой лиге в 1990 году клуб занял третье место и получил путевка в Высшую лигу Чемпионата СССР 1991. 
По итогам выступлений в чемпионате 1991 года команда должна была потерять место в Высшей лиге, но в связи с распадом СССР место в Высшей лиге было сохранено. 
Перед первым Чемпионатом России 1992 года клуб переехал в Петрозаводск, но финансов едва хватило завершить чемпионат. Клуб должен был сохранить место в Высшей лиге, но из-за отсутствия средств оказался во Второй лиге 1993. 
В 1993 году клуб вышел в финал Второй лиги, но финансов на участие не нашлось и клуб прекратил своесуществование. Многие игроки в дальнейшем принимали участие в выступлении футбольного клуба «Ладенсо» (Питкяранта), выступавшем в 1998 г. во втором дивизионе Финляндии.

## Достижения

### Титульные
- 6-е место Первой лиги ВДФСОП: 1989
- 3-е место Первой лиги Чемпионата СССР (во Второй зоне): 1990
- 11-е место Чемпионата СССР (в Первой зоне): 1991
- 13-е место Чемпионата России: 1992
- 2-е место Второй лиги России (в Западной зоне): 1993
- 2-й Отборочный этап Кубка СССР: 1991
- 1/8 финала Кубка России: 1992

### Матчевые
Самые крупные победы
- 3:0 — самая крупная победа клуба в Чемпионате России (в матче «Снежана» — «Штурм» в сезоне 1992)
- 9:0 — самая крупная победа клуба во Второй лиге России (в матче «Орехово» — «Штурм» в сезоне 1993)
- 3:0 — самая крупная победа клуба в Кубке России (в матче «Волна» — «Штурм», в сезоне 1992)

Самые крупные поражения
- 0:5 — самое крупное поражение клуба в Чемпионате России (в матче «Текстильщик» — «Штурм», в сезоне 1992)
- 0:3 — самое крупное поражение клуба в Кубке СССР (в матче «РАФ» (Елгава) — «Штурм», в сезоне 1991)
- 1:3 — самое крупное поражение клуба в Кубке России (в матче «Штурм» — «Прометей», в сезоне 1992)

## Результаты выступлений
без учёта мячей забитых в сериях послематчевых пенальти
с учётом технических результатов

| Сезон | Клуб                 | Чемпионат ВДФСОП | Чемпионат ВДФСОП               | Чемпионат ВДФСОП | Чемпионат ВДФСОП | Чемпионат ВДФСОП | Чемпионат ВДФСОП | Чемпионат ВДФСОП | Чемпионат ВДФСОП | Чемпионат ВДФСОП | Чемпионат ВДФСОП | Чемпионат ВДФСОП | Кубок         | Источники   |
| Сезон | Клуб                 | Лига             | Этап                           | Место            | И                | В                | Н                | П                | МЗ               | МП               | РМ               | О                | Кубок         | Источники   |
| ----- | -------------------- | ---------------- | ------------------------------ | ---------------- | ---------------- | ---------------- | ---------------- | ---------------- | ---------------- | ---------------- | ---------------- | ---------------- | ------------- | ----------- |
| 1989  | Штурм (Питкяранта)   | Первая лига      | Группа B                       | 2 из 6           | 30               | 12               | 14               | 4                | 34               | 15               | +19              | 38               | не проводился | [ 5 ]       |
| 1989  | Штурм (Питкяранта)   | Первая лига      | Переходный турнир              | 6 из 6           | 5                | 0                | 1                | 4                | 0                | 9                | -9               | 1                | не проводился | [ 5 ]       |
| 1989  | Штурм (Питкяранта)   | Первая лига      | Первая лига ВДФСОП 1989 (Итог) | 6 из 6           | 35               | 12               | 15               | 8                | 34               | 24               | +10              | 39               | не проводился | [ 5 ]       |
|       |                      | Чемпионат СССР   |                                |                  |                  |                  |                  |                  |                  |                  |                  |                  |               |             |
| 1990  | Штурм (Питкяранта)   | Первая лига      | Вторая зона                    | 3 из 12          | 22               | 13               | 6                | 3                | 42               | 20               | +22              | 32               | не проводился | [ 5 ] [ 6 ] |
| 1991  | Штурм (Питкяранта)   | Высшая лига      | Первая зона                    | 11 из 12         | 22               | 2                | 4                | 16               | 6                | 41               | -35              | 8                | 2ОТ           | [ 5 ] [ 7 ] |
|       |                      | Чемпионат России |                                |                  |                  |                  |                  |                  |                  |                  |                  |                  |               |             |
| 1992  | Штурм (Петрозаводск) | Высшая лига      | —                              | 13 из 15         | 28               | 4                | 7                | 17               | 10               | 45               | -35              | 15               | ⅛ финала      | [ 5 ] [ 8 ] |
| 1993  | Штурм (Петрозаводск) | Вторая лига      | Западная зона                  | 2 из 8           | 14               | 9                | 1                | 4                | 28               | 14               | +14              | 19               | не участвовал | [ 5 ] [ 9 ] |
| Всего | Всего                | Всего            | Всего                          | Всего            | 121              | 40               | 33               | 48               | 120              | 144              | -24              |                  |               |             |

1. 1 2 3 4 5  в сезонах 1989—1994 очки начислялись таким образом: 2 очка за победу, 1 за ничью и 0 за поражение
2. ↑  после сезона 1992 «Штурм» в связи с финансовыми трудностями перешел во Вторую лигу 1993
3. ↑  в сезоне 1993 «Штурм» должен был участвовать в финале Второй лиги, но, в связи с финансовыми трудностями, на финал не приехал и был расформирован в межсезонье

| Сезон | Турниры газеты «Собеседник» | Турниры газеты «Собеседник» | Турниры газеты «Собеседник» | Турниры газеты «Собеседник» | Турниры газеты «Собеседник» | Турниры газеты «Собеседник» | Турниры газеты «Собеседник» | Турниры газеты «Собеседник» | Турниры газеты «Собеседник» | Турниры газеты «Собеседник» |
| Сезон | соревнование                | зона                        | место                       | И                           | В                           | Н                           | П                           | МЗ                          | МП                          | О                           |
| ----- | --------------------------- | --------------------------- | --------------------------- | --------------------------- | --------------------------- | --------------------------- | --------------------------- | --------------------------- | --------------------------- | --------------------------- |
| 1989  | турнир «Собеседник»         | первая                      | 3 из 5                      | 4                           | 2                           | 1                           | 1                           | 14                          | 6                           | 5                           |
| 1990  | турнир «Собеседник»         | зона А                      | 3 из 5                      | 4                           |                             |                             |                             |                             |                             |                             |

### Кубок СССР/России
без учёта мячей забитых в сериях послематчевых пенальти
без учёта технических результатов

| Сезон | Кубок СССР   | Кубок СССР | Кубок СССР | Кубок СССР | Кубок СССР | Кубок СССР | Кубок СССР | Кубок СССР |
| Сезон | И            | В          | Н          | П          | МЗ         | МП         | РМ         | Итог       |
| ----- | ------------ | ---------- | ---------- | ---------- | ---------- | ---------- | ---------- | ---------- |
| 1991  | 3            | 0          | 0          | 3          | 1          | 8          | -7         | 2ОТ        |
|       | Кубок России |            |            |            |            |            |            |            |
| 1992  | 2            | 1          | 0          | 1          | 4          | 3          | +1         | ⅛ финала   |
| Итого | 5            | 1          | 0          | 4          | 5          | 11         | -6         |            |

## Известные игроки
- Алла Григорьева[10], мс, в сезоне 1995 года выступала за «Сююмбике-Зилант» (Зеленодольск) (22 игры, 3 мяча). В сезонах 1996—1997 гг. выступала за «Энергию» (Воронеж), забила 1 гол, становилась вице-чемпионом и обладатель Кубка России [11]. Всего в высшей лиги Чемпионата России забила 7 мячей.